# Dänische Badmintonmeisterschaft 2016
Die Dänische Badmintonmeisterschaft 2016 fand in Aarhus statt. Es war die 86. Austragung der nationalen Titelkämpfe im Badminton in Dänemark.

## Medaillengewinner
| Disziplin    | Gold                                        | Silber                                   | Bronze                              |
| ------------ | ------------------------------------------- | ---------------------------------------- | ----------------------------------- |
| Herreneinzel | Rasmus Fladberg                             | Emil Holst                               | Hans-Kristian Vittinghus            |
| Herreneinzel | Rasmus Fladberg                             | Emil Holst                               | Anders Antonsen                     |
| Dameneinzel  | Line Kjærsfeldt                             | Anna Thea Madsen                         | Sofie Holmboe Dahl                  |
| Dameneinzel  | Line Kjærsfeldt                             | Anna Thea Madsen                         | Julie Dawall Jakobsen               |
| Herrendoppel | Carsten Mogensen Mathias Boe                | Mads Conrad-Petersen Mads Pieler Kolding | Anders Skaarup Rasmussen Kim Astrup |
| Herrendoppel | Carsten Mogensen Mathias Boe                | Mads Conrad-Petersen Mads Pieler Kolding | Kasper Antonsen Niclas Nøhr         |
| Damendoppel  | Christinna Pedersen Kamilla Rytter Juhl     | Maiken Fruergaard Sara Thygesen          | Julie Finne-Ipsen Rikke S. Hansen   |
| Damendoppel  | Christinna Pedersen Kamilla Rytter Juhl     | Maiken Fruergaard Sara Thygesen          | Maria Helsbøl Thilde Mattisson      |
| Mixed        | Joachim Fischer Nielsen Christinna Pedersen | Niclas Nøhr Sara Thygesen                | Mathias Christiansen Lena Grebak    |
| Mixed        | Joachim Fischer Nielsen Christinna Pedersen | Niclas Nøhr Sara Thygesen                | Theodor Johansen Mai Surrow         |